# Autodescubrimiento

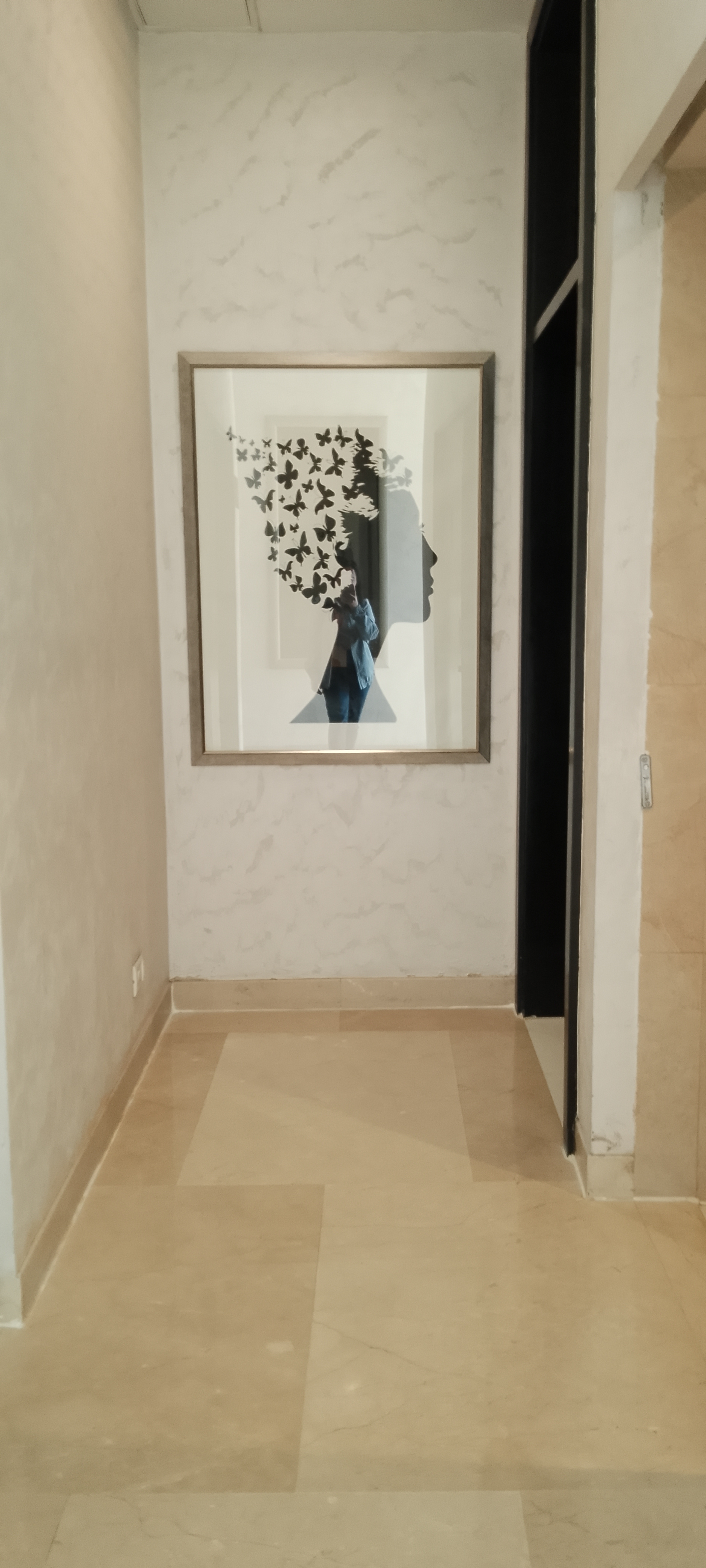
Cuadro alegórico. Puede parecer una mujer negra de pelo blanco, pero en realidad ese "pelo" consiste en mariposas. El autodescubrimiento implica que la persona averigua lo que realmente tiene en la cabeza.

El autodescubrimiento es el intento de una persona para determinar cómo se siente realmente acerca de cuestiones espiritualeso prioridades,  en lugar de seguir las opiniones de la familia, amigos, vecindario o la presión de los compañeros. También es la consecución exitosa de ese intento. El autodescubrimiento puede realizarse a través de un viaje, una peregrinación, un libro, meditación, atención plena (mindfulness), un diario personal u otro tipo de experiencia o práctica. Se ha asociado con el zen.
Un término relacionado es "encontrarse a uno mismo". Se han identificado diferentes etapas en el proceso de encontrarse a uno mismo. Las culturas de todo el mundo han desarrollado una variedad de modalidades en el descubrimiento de uno mismo. Uno de los pasos suele ser acceder a un nivel de consciencia más elevadoː el individuo, además de ser consciente de sí mismo, empieza a ser consciente de que forma parte de un todo.
Un viaje de autodescubrimiento es un tema habitual en la literatura. A veces se utiliza para impulsar la trama de una novela, película u obra de teatro. 

## Ficción
Un viaje de autodescubrimiento es un tema popular en la ficción.  Algunas películas utilizan el concepto incluso en su títulos, como Pétalosː viaje de autodescubrimiento (2008).Otros filmes, más dramáticos, como Come, reza, ama (2010), protagonizado por Julia Roberts, o Vida de Pi (2012) también se asocian con la idea del autodescubrimiento. 

### Literatura
- Siddhartha de Hermann Hesse (1922) [14] [15] [16] [17] [18] [19]
- En el camino (1957) de Jack Kerouac
- Todos los caballos bellos de Cormac McCarthy (1992) [14]
- La vida de Pi de Yann Martel (2001)
- Desde mi cielo (2002) de Alice Sebold
- Comer, rezar, amar (2006) de Elizabeth Gilbert
- Habibi (2011) de Craig Thompson
- Salvaje: De perdido a encontrado en el Pacific Crest Trail (2012) de Cheryl Strayed

### Cine
- El Topo (1970) y La montaña sagrada (1973) de Alejandro Jodorowsky
- Una versión cinematográfica de Siddhartha (1972)
- El libro de la almohada (1996) de Peter Greenaway
- Samsara (2001) y El valle de las flores (2006) de Pan Nalin
- Primavera, verano, otoño, invierno... y primavera (2003) de Kim Ki-duk
- Donde viven los monstruos (2009) de Spike Jonze
- El tío Boonmee que recuerda sus vidas pasadas (2010) y Cementerio de esplendor (2015) de Apichatpong Weerasethakul
- Avalokitesvara (2013) de Zhang Xin
- Voyage (2013), Utopians (2015) y Treinta años de Adonis (2017) de Scud
- El árbol de la vida (2011) de Terrence Malick
- La tortuga roja (2016) de Michaël Dudok de Wit
- Por favor, quédate a mi lado (2017) de Ben Lewin
- Marlina la asesina en cuatro actos (2017) de Mouly Surya
- Humba Dreams (2019) de Riri Riza
- Nueve días (2020) de Edson Oda
- Wendy (2020) de Benh Zeitlin
- Alma (2020) de Pete Docter
- Tierra nómada (2020) de Chloé Zhao
- Al otro lado del río y entre los árboles (2022) de Peter Flannery